# María Dolores Sotoca
María Dolores Sotoca Vivanco (1974) es una deportista española que compitió en halterofilia. Ganó cinco medallas en el Campeonato Europeo de Halterofilia entre los años 1989 y 1993.

## Palmarés internacional
| Campeonato Europeo | Campeonato Europeo              | Campeonato Europeo | Campeonato Europeo |
| Año                | Lugar                           | Medalla            | Categoría          |
| ------------------ | ------------------------------- | ------------------ | ------------------ |
| 1989               | Mánchester (Reino Unido)        | Medalla de plata   | 48 kg              |
| 1990               | Santa Cruz de Tenerife (España) | Medalla de oro     | 48 kg              |
| 1991               | Varna (Bulgaria)                | Medalla de bronce  | 48 kg              |
| 1992               | Loures (Portugal)               | Medalla de plata   | 48 kg              |
| 1993               | Valencia (España)               | Medalla de bronce  | 50 kg              |